# Harter Fell, Mardale
Harter Fell är ett berg i Storbritannien.   Det ligger i grevskapet Cumbria och riksdelen England, i den centrala delen av landet, 400 km nordväst om huvudstaden London. Toppen på Harter Fell är 778 meter över havet, eller 158 meter över den omgivande terrängen. Bredden vid basen är 2,6 km. Harter Fell ligger vid sjön Hawes Water.
Terrängen runt Harter Fell är huvudsakligen kuperad.Runt Harter Fell är det ganska glesbefolkat, med 47 invånare per kvadratkilometer. Närmaste större samhälle är Kendal, 17,5 km söder om Harter Fell. Trakten runt Harter Fell består i huvudsak av gräsmarker.